# Seweryn Żelski
Seweryn Żelski z Załego herbu Ogończyk (ur. ok. 1630, zm. po 14 marca 1684) – wojski dobrzyński w latach 1673-1684, miecznik dobrzyński w latach 1653-1673.
Urodzony zapewne około 1630 roku, po raz pierwszy notowany w źródłach jako miecznik dobrzyński w 1654 roku, otrzymał w dniu 9 czerwca 1673 roku nominację na urząd wojskiego dobrzyńskiego. Był elektorem Michała Korybuta Wiśniowieckiego z ziemi dobrzyńskiej w 1669 roku. Poseł na sejm nadzwyczajny 1670 roku z ziemi dobrzyńskiej. W 1674 roku był elektorem Jana III Sobieskiego z ziemi dobrzyńskiej.
Zmarł po 14 marca 1684 roku, 11 listopada następnego roku jako wojski dobrzyński występuje już Kazimierz Gembart. Poseł sejmiku lipneńskiego na sejm 1664/1665 roku.
Żonaty był z  Teresą Konarską herbu Ossoria, córką Andrzeja, podkomorzego pomorskiego i Elżbiety Walewskiej herbu Pierzchała, podkomorzanki łęczyckiej, z którą pozostawił córkę Ewę, żonę Mikołaja Niemojewskiego, sędziego inowrocławskiego.